# Chiesa del Crocifisso (L'Aquila)
La chiesa del Crocifisso è un edificio religioso nel quarto di Santa Maria a L'Aquila, in Abruzzo. Risale al XVII secolo.

## Storia
La chiesa fu edificata nel 1607 da Baldassare Zuñica (o Zuniga) — governatore del Forte spagnolo dal 1606 al 1630, ed in seguito promotore anche della realizzazione della chiesa di Santa Barbara al Forte spagnolo — in corrispondenza dell'inizio della Via Crucis, che giungeva sino alla chiesa di Santa Maria del Soccorso. In precedenza, in questo stesso luogo, era probabilmente situato un ciborio poi ricompreso nella struttura della chiesa; di questa preesistenza, già denominata «Il Crocifisso», rimane testimonianza nella pianta disegnata dal Fonticulano e datata al 1600. La struttura fu innalzata con il denaro ricavato dalle elemosine dei cittadini aquilani.
Secondo la leggenda, Il Crocifisso era il luogo dove avvenivano le esecuzioni capitali. Di tale dettaglio storico non vi è conferma sebbene non sia da escludere affatto la presenza di un patibolo nei dintorni del Forte spagnolo, in contrapposizione a quelli del periodo trecentesco situati nella piazza del Mercato.
A causa dello scarso utilizzo, la chiesa venne ben presto chiusa al culto, rimanendo poi pressoché abbandonata in seguito al terremoto dell'Aquila del 1703; fu quindi restaurata e riaperta negli anni Trenta ma, essendo sempre poco utilizzata, finì nuovamente per essere oggetto di degrado ed incuria nella seconda metà del XX secolo.
Il Crocifisso giovò di una seconda vita in seguito al sisma del 2009; a differenze delle altre grandi chiese del quarto di Santa Maria, tra cui la capoquarto Santa Maria Paganica, subì danni lievi venendo immediatamente restaurata nel 2011. Nuovamente consacrata e aperta al pubblico dal marzo 2012, la chiesa divenne edificio sostitutivo di alcune parrocchie del centro storico.

## Descrizione
Il Crocifisso è situato all'interno del parco del Castello, venendo ricompreso nel locale di Assergi del quarto di Santa Maria. Interamente circondato dal verde e seminascosto dalle principali vie, si trova in una posizione inusuale per l'architettura religiosa aquilana, sebbene in origine la sua collocazione fosse decisamente più strategica di quanto possa apparire oggi, essendo in prossimità delle mura dell'Aquila e soprattutto della Porta Paganica, uno dei principali accessi alla città.
In principio, la costruzione era effettivamente adiacente alla cinta muraria, e di questa particolarità vi è evidente testimonianza nella particolare volumetria dell'edificio, costituito dall'aula a pianta rettangolare con copertura a capanna e dai resti delle mura che si stagliano sul retro, tra i quali svetta un possente torrazzo.
Per posizione, dimensioni e storia, la chiesa del Crocifisso presenta comunque notevoli differenze con il resto delle chiese dell'Aquila. La sua facciata semplice con terminazione a capanna si discosta dallo stile della scuola aquilana, mostrando invece più affinità con lo stile delle chiese rurali del contado. Il portale rettangolare è in stile cinquecentesco ed è sovrastato da due finestrelle rettangolari. L'interno mantiene le caratteristiche d'assoluta semplicità, avendo una pianta rettangolare con incavo absidale a forma di edicola in pietra, affrescata con una settecentesca Crocifissione di autore ignoto.
La chiesa custodisce il corpo inumato del governatore Baldassare Zuñica, promotore della sua edificazione.